# Карапетян, Асканаз Георгиевич
Карапетян Асканаз Георгиевич (20 декабря 1899 — 1 ноября 1978) — советский военачальник, участник Великой Отечественной войны, Герой Советского Союза (01.11.1943), генерал-майор (02.11.1944).

## Биография
Родился 20 декабря 1899 года в селе Евджилар (ныне Аразап) Эриванской губернии Российской империи (ныне село Аразап Армавирского района Армении) в семье крестьянина. По национальности армянин. Окончил сельскую среднюю школу, с 1917 года работал рассыльным в одной их нефтяных контор в городе Грозный, с 1918 года был разнорабочим на станции Баладжары под Баку.
С декабря 1919 по апрель 1920 года служил рядовым в армии Республики Армения (Сарыкамыш). Участвовал в Майском восстании железнодорожников и рабочих в Гюмри в 1920 году.
В августе 1920 года добровольцем вступил в ряды Красной Армии, служил политбойцом разведкоманды при штабе 11-й армии, с октября 1920 — политбойцом в 4-м полку Армянской стрелковой бригады, с января 1921 — старшиной роты и командиром взвода 2-го Армянского стрелкового полка этой бригады. Участник боевых действий против дашнаков в 1920—1921 годах под Вагаршапатом, в Зангезуре и в Даралагезских горах в ходе Гражданской войны. Член ВКП(б)/КПСС.
С июля 1923 года учился в Армянской объединённой военной школе имени Александра Мясникяна в Ереване, досрочно экстерном сдал экзамен за полный курс школу, и оставлен в ней для дальнейшего прохождения службы командиром курсантского взвода. С августа 1927 по август 1928 — командир роты 3-го Армянского стрелкового полка Армянской стрелковой дивизии Краснознамённой Кавказской армии (Караклис), затем вновь убыл на учёбу. В 1929 году окончил с отличием Военно-политические курсы Краснознамённой Кавказской армии в Тбилиси, после чего служил в Закавказской пехотной школе имени 26 Бакинских комиссаров курсовым командиром. С января 1932 — командир пулемётной роты 2-го горнострелкового полка 1-й Кавказской горнострелковой дивизии (Ахалцихе), с июня 1934 по июнь 1936 — начальник полковой школы 26-го горнострелкового полка этой дивизии.
В 1937 году майор А. Г. Карапетян окончил Высшие стрелково-тактические курсы усовершенствования командного состава пехоты «Выстрел», после чего в 1937 года назначен командиром 226-го горнострелкового полка 76-й Армянской горнострелковой дивизии (Ереван). С июня 1938 — командир 98-го стрелкового полка 33-й стрелковой дивизии Белорусского Особого военного округа (Новозыбков), с начала 1939 — командир 800-го стрелкового полка 143-й стрелковой дивизии этого округа (Гомель). Во главе этого полка участвовал в Освободительном походе Красной Армии в Западную Белоруссию в сентябре 1939 года. С марта 1940 года — командир батальона на 1-х Слуцких стрелковых пулемётных курсах командиров запаса. С декабря 1940 — командир 20-го стрелкового полка 27-й стрелковой дивизии БОВО (Витебск). С марта 1941 — командир 721-го моторизованного полка 205-й мотострелковой дивизии 14-го механизированного корпуса 4-й армии БОВО.

### Великая Отечественная война
Первый бой в Великой Отечественной войне полковник Карапетян принял 23 июня 1941 года восточнее города Кобрин. Боевые действия для советских войск в Белостокско-Минском сражении разворачивались трагично. Уже 27 июня 721-й мотострелковый полк попал в окружение под городом Картуз-Береза в Брестской области, и выходил оттуда разрозненными группами. Полковник Карапетян вышел к своим только 2 августа под посёлком Копаткевичи Гомельской области, с ним были только 4 красноармейца, однако все они были с оружием и документами. Сначала его направили преподавать на курсы комсостава при штабе Юго-Западного фронта, 29 сентября его назначили командиром 617-го стрелкового полка 199-й стрелковой дивизии 38-й армии Юго-Западного фронта. Участник оборонительных сражений в Донбассе. Затем убыл на учёбу.
В сентябре 1942 года окончил ускоренный курс Военной академии РККА имени М. В. Фрунзе. С 16 сентября 1942 года Карапетян занимает должность командира 60-й механизированной бригады 4-го механизированного корпуса Сталинградского фронта. Участник наступательного этапа Сталинградской битвы, тяжелых боёв против попытки группы армий «Дон» генерал-фельдмаршала Эриха фон Манштейна деблокировать окруженную в Сталинграде 6-ю немецкую армию на реке Мышкова. С 24 декабря 1942 года командовал 62-й механизированной бригадой 51-й армии на Сталинградском и Южном фронтах. С 16 февраля 1943 — заместитель командира 248-й стрелковой дивизии. Участвовал в Ростовской наступательной операции. 24 марта 1943 года был снят с должности, зачислен в резерв при штабе Южного фронта. С 14 мая 1943 года — заместитель командира по строевой части 315-й стрелковой дивизии 5-й ударной армии на Южном фронте.
Заместитель командира по строевой части 315-й стрелковой дивизии (54-й стрелковый корпус, 51-я армия, Южный фронт полковник Асканаз Карапетян отличился в серии наступательных операций летом и осень 1943 года. Так, в Миусской операции в период с 17 июля по 1 августа 1943 года он организовал прорыв мощной вражеской обороны (Миус-фронт) на реке Миус у сёл Мариновка и Степановка Донецкой области Украинской ССР, в результате части дивизии на этом направлении продвинулись на 17-20 километров. Когда же через несколько суток немецкое командование начало контрнаступление, то с 30 июля по 1 августа организовал отражение контратак противника, при этом уничтожено до 30 танков и до 4 000 солдат и офицеров вермахта. В ходе Донбасской наступательной операции в сентябре 1943 года при освобождении Донбасса им были умело организованы боевые действия дивизии в наступлении. В бою 16 сентября 1943 года полковник Карапетян получил тяжелое ранение в голову, однако он не покинул свои части и остался в строю. В этой операции он участвовал в освобождении городов Ворошиловск, Дзержинск, Алмазная. В ходе Мелитопольской операции с 12 по 22 октября 1943 года в ожесточённых боях за город Мелитополь (Запорожская область Украины) руководил действиями штурмовых групп. За этот период было уничтожено около 4 700 гитлеровцев, 42 танк и большое количество другой техники противника. За умелое командование полком и проявленный героизм в боях за город полковник Карапетян был представлен к высшей награде Советского Союза.
1 ноября 1943 года Указом Президиума Верховного Совета СССР за образцовое выполнение боевых заданий командования на фронте борьбы с немецко-фашистским захватчиками и проявленные при этом мужество и героизм полковнику Карапетяну Асканазу Георгиевичу присвоено звание Героя Советского Союза с вручением ордена Ленина и медали «Золотая Звезда» (№ 1295).
С 1 ноября 1943 — командир 315-й стрелковой дивизии, которую в феврале 1944 года передали во 2-ю ударную армию 4-го Украинского фронта. Во главе дивизии отличился в Крымской наступательной операции (тогда дивизия получила почётное наименование «Сивашская»). С мая 1944 года до конца войны дивизия оставалась в Крыму и более в боевых действиях не участвовала. 14 мая 1944 года в Симферополе состоялся большой митинг трудящихся Крыма и воинов 4-го Украинского фронта в честь полного освобождения Крыма при участии генералов Ф. И. Толбухина, Я. Г. Крейзера, Г. Ф. Захарова, Т. Т. Хрюкина и других. Власти Крыма представлял первый секретарь обкома В. С. Булатов, секретарь Симферопольского горкома С. В. Мартынов. А. Г. Карапетяну было предоставлено слово от имени войск-освободителей. 
2 ноября 1944 года Постановлением Совета народных комиссаров Союза ССР полковнику Карапетяну присвоено воинское звание «генерал-майор».

### Послевоенные годы
После войны продолжал службу в Советской Армии. Командовал той же дивизией в Таврическом военном округе, а когда в июле 1946 года её переформировали в 13-ю отдельную стрелковую бригаду — продолжил командовать этой бригадой. В сентябре 1947 года убыл на учёбу. В 1948 году окончил курсы усовершенствования командиров стрелковых дивизий при Военной академии имени М. В. Фрунзе, в 1953 году — Высшие академические курсы при Высшей военной академии имени К. Е. Ворошилова. С начала 1949 года командовал 51-й отдельной стрелковой бригадой Одесского военного округа (Балта), с января 1951 года — 89-й стрелковой дивизией Закавказского военного округа (Ереван). С февраля 1954 года генерал-майор А. Г. Карапетян — в запасе.
Жил в столице Армянской ССР Ереване. Скончался 1 ноября 1978 года.
Похоронен на Тохмахском кладбище в Ереване.

## Награды
- Медаль «Золотая Звезда» Героя Советского Союза (1.11.1943);
- два ордена Ленина (1.11.1943, 6.11.1945);
- четыре ордена Красного Знамени (8.02.1943, 3.11.1944, 15.11.1950, 28.10.1967);
- орден Суворова 2-й степени (16.05.1944);
- орден Красной Звезды (1.03.1938);
- медали.

## Память
- Почётный гражданин города Снежное Донецкой области.
- Именем героя названы улицы в Армении и на Украине.
- В городе Снежное Донецкой области на улице, названной в честь Карапетяна, установлена мемориальная доска.